# Хольбек
Хольбек (дат. Holbæk) — город в Дании, административный центр коммуны Хольбек. Расположен в северо-западной части области Зеландия, на берегу Хольбек-фьорда, который является частью более крупного Исе-фьорда, примерно в 60 км к западу от Копенгагена. Через Хольбек проходит железнодорожная ветка, соединяющая Роскилле и Калуннборг. Имеет паромное сообщение с островом Орё, который также входит в состав коммуны Хольбек.
Первые упоминания о городе в официальных документах относятся к 1199 году.
Население города по данным на 1 января 2015 года составляет 26 961 человек.